# الحب الضائع (مسلسل)
الحب الضائع (Si Dios me quita la vida) مسلسل مكسيكي (telenovela) مكون من 228 حلقة. أنتجته القناة تيلفيزا في عام 1995. بطولة دانييلا رومو وسيزار إيفورا، وألما موريل عمر فييرو.

## القصة
ماريا سانشيز أمارو هي فتاة من عائلة ثرية، تلقت تعليمها في العادات الأخلاقية لل20S، حياتها تدور حول ثلاثة رجال: ألفريدو، المغرر، الذي تزوجته وأنجبت طفل، إنريكو، رجل ناضج، النبيلة وحامية، مع منهم من قال أنه شكلت الزواج الثاني، وأنطونيو، الذي يدرس لها وعد الحب الحقيقي. بعد يعانون من سوء المعاملة والخيانة من قبل ألفريدو، وقالت أنها هي وحدها مع ابنتها عندما يذهب إلى السجن. تذهب إلى الأمام مع صوته الجميل، ولكن عندما أطلق سراحه عاد إلى مضايقة، ماريا تقع في أحضان إنريكو، مفتون حبه والخير، وهنا يكمن الحب والحماية التي كانت قد يتوق دائما.
ثم يظهر أنطونيو، باعتباره الرجل الذي تلقى الحماية من إنريكو عندما فر من بلاده، المتهم بارتكاب جريمة لم يرتكبها. إنريكو لا يعمل فقط ولكن أيضا قدم له نفس المودة انه اعطى ابنه.
أنطونيو يقع في الحب بجنون مع زوجة الرجل الذي يريد معظم والنواحي، ولكنها لا تفعل، أيضا، على الرغم من أن كل محاولة لمقاومة هذا الحب المعذبة والمستحيل

## روابط خارجية
- الحب الضائع على موقع IMDb (الإنجليزية)
- الحب الضائع على موقع كينوبويسك (الروسية)
- الحب الضائع على موقع قاعدة بيانات الفيلم (الإنجليزية)